# 안흥고등학교
안흥고등학교(安興高等學校)는 대한민국 강원특별자치도 횡성군 안흥면 안흥리에 있는 공립 고등학교이다.

## 학교 연혁
- 1978년 12월 29일 : 안흥고등학교 6학급 인가
- 1992년 8월 1일 : 학급 감축 인가 (3학급)
- 2022년 9월 1일 : 제23대 이선형 교장 부임
- 2025년 1월 3일 : 제44회 13명 졸업 (총 누계 1,699명)
- 2025년 3월 4일 : 입학식 16명 (남 7명, 여 9명)

## 참고 자료
- 안흥고등학교 - 한국교육학술정보원 학교알리미